# اندیس خواجه جمالی
خواجه جمالی یک اندیس فلزی است که در حوالی شهر آباده طشک استان فارس قرار دارد و مادهٔ معدنی موجود در آن، کرومیت است.  